# Golluchinnappanahalli, Chik Ballapur
Golluchinnappanahalli là một làng thuộc tehsil Chik Ballapur, huyện Kolar, bang Karnataka, Ấn Độ.